# Joseph Detmer
Joe (Joseph) Detmer (Lodi, 3 september 1983) is een Amerikaanse atleet, die de twintigkamp, tienkamp en zevenkamp beoefent.

## Loopbaan
In 2010, nadat hij de Thorpe cup gewonnen had en derde geworden was op de Amerikaanse kampioenschappen tienkamp, nam Joe Detmer deel aan de wereldkampioenschappen twintigkamp in Lynchburg VA. Bij deze gelegenheid verbeterde hij het wereldrecord twintigkamp tot 14571 p. Opmerkelijke prestaties waren een 10,93 s op de 100 m, 7,30 m bij het verspringen en 53,83 op de 400 m horden.

## Statistieken

### Persoonlijke records
Outdoor
| Onderdeel            | Prestatie    | Datum             | Plaats              |
| -------------------- | ------------ | ----------------- | ------------------- |
| 100 m                | 10,91 s      | 7 augustus 2010   | Marburg             |
| 400 m                | 47,03 s      | 23 juni 2006      | Indianapolis        |
| 1500 m               | 4.05,31      | 11 mei 2008       | Desenzano del Garda |
| 110 m horden         | 14,89 s      | 17 mei 2008       | Columbia            |
| hoogspringen         | 2,01 m       | 16 mei 2012       | Columbia            |
| polsstokhoogspringen | 4,91 m       | 8 augustus 2010   | Marburg             |
| verspringen          | 7,40 m       | 16 mei 2012       | Columbia            |
| kogelstoten          | 13,18 m      | 22 juni 2012      | Eugene              |
| discuswerpen         | 40,30 m      | 23 juni 2014      | Eugene              |
| speerwerpen          | 57,20 m      | 14 augustus 2011  | Chula Vista         |
| tienkamp             | 8090 p       | 8 augustus 2011   | Marburg             |
| twintigkamp          | 14571 p (WR) | 25 september 2010 | Lynchburg           |

Indoor
| Onderdeel | Prestatie | Datum         | Plaats       |
| --------- | --------- | ------------- | ------------ |
| zevenkamp | 5761 p    | 10 maart 2007 | Fayetteville |

## Palmares

### zevenkamp
- 2009:  Amerikaanse indoorkamp. - 5720 p

### tienkamp
- 2007:  NCAA-kamp - 7963 p
- 2009:  Amerikaanse kamp. - 8009 p
- 2009:  Thorpe cup - 7892 p
- 2010:  Thorpe cup - 8090 p
- 2011:  Thorpe cup - 7846 p

### twintigkamp
- 2010:  WK - 14571 p (WR)